# Personalitate juridică internațională
Personalitatea juridică internațională este un concept important din dreptul internațional, care s-a dezvoltat de-a lungul istoriei drept un mijloc de reprezentare internațională. Odată cu obținerea personalității vin o seamă de privilegii și responsabilități. Personalitate au primit state, corporații, organizații non-guvernamentale, organizații internaționale și persoane fizice.

## Dreptul internațional
Fundamentul dreptului internațional constă în regulile pe care statele le fac pentru alte state. Dreptul Internațional reglementează statele și raporturile dintre acestea. Din punct de vedere istoric se credea că statele au fost singurii actori ai dreptului internațional și, prin urmare, alte entități intrau doar într-o mică măsură în jurisdicția dreptului internațional.

## Elementele de bază
Dobândirea personalității juridice internaționale este de multe ori un obiectiv al actorilor internaționali. Prin dobândirea acesteia, aceștia câștigă recunoaștere în comunitatea juridică internațională. Gradul de personalitate pe care un actor internațional îl deține depinde în întregime de recunoașterea statală. Personalitatea juridică poate determina drepturile pe care actorii le au, precum și reputația în fața instanțelor de judecată. Din moment ce personalitatea este conferită de state, este evident că actorii internaționali sunt folositori doar atunci când statele vor acest lucru. Fără aprobarea statelor, alți actori nu au drepturi și nici competență reală în arena internațională. O întrebare pe care cei ce critică eficacitatea personalității juridice o pun este dacă „personalitatea conține capacitatea juridică inerentă de a acționa". Personalitatea este un concept ce conține multe zone neclare, dar trebuie înțeles pentru a putea stabili eficiența sau ineficiența actorilor internaționali. Doar entitățile care sunt capabile să dețină personalitate și pot deveni, astfel, actori ai dreptului internațional sunt cele cu capacitatea de a acționa în arena internațională. Printre entitățile care candidează pentru personalitatea juridică internațională se numără corporații, companii, state suverane, organizații internaționale, precum și persoane fizice. Aceste entități ar trebui să aibă competențe juridice, capacitatea de a își exercita în mod eficient puterea, și asocieri permanente cu state.

## Istoria
Până la extinderea ONG-urilor, în secolul XX, de obicei personalitatea juridică nu era acordată actorilor non-statali. Chiar și după ce aceste entități au devenit actori, în mod normal nu primeau personalitate, cu excepția cazului în care aceasta era acordată de către stat printr-un statut juridic sau tratat. De obicei, organizațiile internaționale, ONG-urile și corporațiile erau privite ca grupuri de persoane și mai degrabă beneficiari de drept internațional, decât actori pe scena internațională. Cu toate acestea, ONG-urile, în special, au început să joace în ultimele decenii un rol din ce în ce mai important în politica internațională și în elaborarea politicilor. Nu este cert când ONG-urile au început cu adevărat să joace un rol în politica internațională, dar prima dovadă a unui grup care influențează politica internațională datează din anul 1826. În 1911, aceste grupuri au început să crească și să atragă atenție, iar în 1919 Dwight W. Morrow a început să folosească termenul de „ONG". În 1943 oamenii de știință din mai multe domenii numeau și ei aceste grupri de influență ONG-uri. După recunoașterea oficială de către ONU, ONG-urile au fost capabile să interacționeze în arena internațională. Obtinerea personalității internaționale a fost, din punct de vedere istoric, un obstacol pentru ONG-uri. Anul 1910 a văzut prima convenție de acordare a personalității juridice, iar în 1936 Charles Fenwick spune că ONG -ul "ar putea fi foarte eficient în reducerea diferențelor naționale" Ca răspuns la schimbările politicilor mondiale, abordările folosite pentru obținerea și acordarea personalității juridice internaționale au văzut mai multe modificări. Aceste schimbări au rezultat și vor continua să ducă la variații și provocări, atât în ceea ce îi privește pe cei ce oferă personalitatea juridică internațională, cât și în ceea ce privește rolurile pe care alți actori internaționali le joacă. Statele au fost primele care au obținut personalitate juridică internațională, urmate de actori non-statali (precum companii Multinaționale și ONG-uri) și persoane fizice. În 1986 Convenția de la Viena privind Dreptul Tratatelor între State și Organizații Internaționale a stabilit definiția unei organizații internaționale. Definiția exclude organizațiile nonguvernamentale și introduce conceptul de personalitate juridică.

## Personalitate: privilegii și drepturi
Drepturile care vin odată cu obținerea personalității juridice internaționale includ dreptul de a încheia tratate, dreptul la imunitate, dreptul de a trimite și de a primi misiuni diplomatice și dreptul de a cere despăgubiri pentru daune. Cei ce au personalitate juridică internațională pot da în judecată și să fie acționați în judecată, pot încheia contracte, pot avea datorii, și pot plăti diverse impozite. ONG-urile cu personalitate sunt în măsură să participe în mod direct cu organismele și organizațiile internaționale create prin legislație și tratate. Acestea au capacitatea mai degrabă de a finanța o cauză, decât de a cere fonduri. Lor li se acordă chiar și anumite drepturi și protecții juridice. ONG-urile care sunt părți ale unui tratat pot denunța fărădelegi, ONG-urile cu personalitate pot dobândi, în cele din urmă, statut reprezentativ în cadrul consiliilor și al adunărilor internaționale.
Unele ONG-uri, precum Societățile Crucea Roșie și Semiluna Roșie, au primit drepturi pe care guvernele le acordă de obicei organizațiilor internaționale.
 ONG-urile nu sunt ținute pe loc de lucruri precum partidele politice și alegerile, ci li se permite pur și simplu să facă lobby pentru ceea ce consideră ca fiind cea mai bună alegere. Această libertate se găsește de obicei numai în ONG-uri. Această libertate le oferă ONG-urilor un tip de flexibilitate și eficiență de care, încă o dată, alți actori internaționali nu se pot bucura. Este probabil ca un ONG să prezinte mai multă energie decât un OIG, deoarece ONG-urile reprezintă angajamente voluntare.  Oamenii dintr-un ONG sunt dedicați cauzei și lucrează din greu pentru a realiza ceea ce își propun. ONG-urile sunt, de asemenea, în măsură să acționeze dincolo de jurisdicția suveranității într-un mod în care guvernele și organizațiile nu o pot face. Odată ce un ONG dobândește un statut consultativ, acesta poate realiza chiar mai multe. ONG-urile consultative sunt în măsură să primească documente oficiale, să participe la ședințele diferitelor consilii, să fie consultate de un secretar general sau comitet și să participe la audieri în diferite moduri.   

## Obținerea personalității juridice internaționale
Există teorii care trebuie luate în considerare atunci când se decide modul în care trebuie aplicată personalitatea juridică internațională și de unde vine puterea.

### Abordarea tradițonală legală
Abordarea tradițională legală este o astfel de metodă. În acest mod de gândire, s-ar crede că personalitatea juridică internațională trebuie transmisă în mod explicit de la state la actori printr-un instrument juridic. Fără acest transfer, un actor nu are șanse. În această abordare, statele sunt văzute ca fiind principalii actori internaționali și singura sursă de personalitate.   

### Abordarea realistă factuală
Direct opusă acestei abordări este abordarea realistă factuală. Această metodă de gândire consideră că integrarea globală, și nu statele, este sursa personalității juridice internaționale. Realiștii factuali presupun că statele vor înceta în cele din urmă să fie sursa personalității pentru ONG-uri, din moment ce apar globalizarea si transculturația.    

### Abordarea dinamică
Abordarea dinamică se încadrează destul de bine între cele două abordări anterioare. Practic la jumătatea dintre realismul factual și tradiționalismul legal, această abordare consideră că sursa personalității actorilor se află în cadrul tratatelor sau obiceiurilor internaționale. Din punct de vedere teoretic, abordarea dinamică ar pretinde că, în timp ce tradiționaliștii legali înclină prea mult spre păstrarea dreptului internațional prin tradiție, realiștii tind să nu țină seama de obiceiurile și tradițiile dreptului internațional.   

## Marea Britanie vs. Costa Rica(1923)

### Date
Se spune că fostul guvern din Costa Rica, cunoscut sub numele de regimul Ticono, ar fi oferit concesiune petrolieră unei compani britanice. Noul guvern din Costa Rica a fost nevoit să recunoască acțiunea pe când Marea Britanie a negat totul.

### Întrebări
- "Trebuie un guvern să se conformeze unei constituții anterioare dacă acesta a stabilit și menținut o administrație pașnică de facto?"
- "Nerecunoașterea unui guvern de către alte guverne distruge statutul de facto al guvernului?"

### Verdictul
Nu este necesar să se respecte o constituție anterioară într-o astfel de situație. Nerecunoașterea guvernului de către alte guverne anulează legitimitatea guvernului.